# Постум (император)
Марк Кассианий Латиний Постум (лат. Marcus Cassianius Latinius Postumus) — римский полководец, предположительно батавского происхождения, провозгласивший себя императором Галлии. Воспользовавшись неурядицами во время правления Галлиена, Постум захватил власть в 260 году, организовав так называемую Галльскую империю, в состав которой входили Галлия, Верхняя и Нижняя Германии, Британия и Иберия.

## Ранние годы
О жизни Марка Постума известно очень немного, предположительно он был галлом скромного происхождения, служившим в легионах на границе с Германией. Со временем он дослужился до титула наместника в Верхней и Нижней Германии, а с началом смуты, император Галлиен доверил ему, своему сыну Салонину и ещё нескольким полководцам командование германскими легионами.
Отразив несколько набегов племён алеманнов и франков во время отсутствия Галлиена, Постум осмелел и вступил в открытую конфронтацию с Салонином и командующим преторианской гвардией Сильваном. Собрав войска, Постум осадил Сильвана и Салонина в городе Колония Агриппины и после успешного штурма приказал казнить их обоих, а сам объявил себя императором. Позже он сделал Кёльн своей столицей и воздвиг в нём триумфальную арку в честь этой победы.

## Правление
После объявления императором, Постум был признан не только своими личным войсками, но также огромными территориями включающими Галлию, Верхнюю и Нижнюю Германии, Испанию и Британию, а также частями некоторых приграничных провинций. Назвав Кёльн своей столицей, Постум организовал в нём полноценную администрацию, включавшую сенат, двух ежегодно выбираемых консулов (сам Постум занимал этот пост пять раз), преторианскую гвардию. Сам Кёльн сильно вырос и отстроился.
Одним из основных источников информации, касающейся правления Постума, были выпускаемые им монеты. Они выглядели более внушительно, чем существующие в это же время ауреусы Галлиена, и драгоценного металла в них содержалось больше. Существовали монеты, на которых Постум изображался анфас, в то время как подавляющее большинство монет чеканились с изображениями правителей в профиль. На некоторых монетах Постум упоминается как «Освободитель галлов» (лат. RESTITVTOR GALLIARVM), что в общем согласуется с заявлениями Постума о том, что он выполняет задачу, возложенную на него Галлиеном — защищает Галлию. Более того, в 261 году, Постум отбил очередные атаки германских племён на Галлию, что, вероятно, также послужило основанием для подобного титула.
Сам Галлиен, однако, не был доволен подобным разделом империи, и в 263 году он начал кампанию против Постума. После успешного, в общем, начала кампании, в одной из битв Галлиен был серьёзно ранен, и ему пришлось вернуться обратно. После этого Галлиен обратился к другим проблемным регионам своей империи и больше не пытался победить Постума.
Около 268 года полководец Галлиена Авреол, командовавший в то время войсками в Медиолане, открыто перешёл на сторону Постума и даже начал чеканить монеты с его изображением. Однако Постум не воспользовался этой возможностью для проникновения на Апеннинский полуостров и оставил без поддержки осаждённого в Медиолане Авреола.
В том же, либо следующем году угроза нависла и над Постумом. Один из его старших военачальников, Лелиан, был провозглашён императором в городе Могонтиак при поддержке местных гарнизонов и XXII легиона. Постум сумел быстро осадить Могонтиак и после удачного штурма казнить Лелиана, но и для него самого этот эпизод оказался фатальным. Он был убит собственным войском, взбунтовавшимся, вероятно, из-за того, что Постум запретил грабить захваченный город.
После смерти Постума от империи отложилась Испания и, вероятно, Британия. Уменьшившиеся владения были унаследованы Марком Аврелием Марием. Постум — один из так называемых Тридцати тиранов, упоминавшихся в Истории Августов.